# Chlorophorus savioi
Chlorophorus savioi är en skalbaggsart som först beskrevs av Maurice Pic 1924.  Chlorophorus savioi ingår i släktet Chlorophorus och familjen långhorningar. Inga underarter finns listade i Catalogue of Life.